# Sintiencia

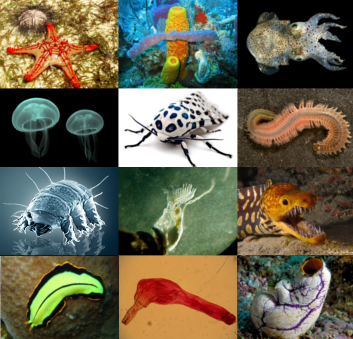
Determinar qué animales pueden experimentar sensaciones es un desafío, pero los científicos coinciden en general en que los vertebrados, así como muchas especies de invertebrados, probablemente sean sintientes.

La sintiencia o sentiencia es la capacidad que tiene un ser vivo de sentir emociones, dolor, bienestar etc., y de percibir de manera subjetiva su entorno y sus experiencias vitales.
Los filósofos del siglo XVIII utilizaron el concepto para distinguir la capacidad de pensar (razón) de la capacidad de sentir (sintiencia). En la filosofía occidental moderna, la sintiencia es la capacidad de experimentar  sensaciones (conocida en filosofía de la mente como "qualia"). En la filosofía oriental, la sintiencia es la cualidad metafísica de todas las cosas que requieren respeto y cuidado. El concepto es fundamental para la filosofía de los derechos de los animales porque la sintiencia es la base de la capacidad de sufrir, y por lo tanto otorga ciertos derechos.

## Definición
La definición de sintiencia va más allá de la palabra 'sensibilidad', ya que a la capacidad de sentir dolor, placer y emociones variadas, la sintiencia añade la capacidad de tener experiencias, tanto positivas como negativas, de acumular experiencias vividas y por lo tanto tener intereses. Un ser sintiente o sentiente es un ser consciente al que le importa lo que le sucede. Carecer de esta capacidad supone no tener intereses a respetar, pues un individuo sin sintiencia no puede ser beneficiado o perjudicado como lo son aquellos seres que sí tienen experiencias positivas o negativas.
El término sintiencia no ha de ser confundido con sapiencia, esto es la habilidad de pensar y actuar utilizando el razonamiento y el sentido común.

## Filosofía y sintiencia
En la filosofía de la conciencia, la sintiencia puede referirse a la capacidad de cualquier entidad para tener experiencias perceptivas subjetivas, o como algunos filósofos se refieren a ellas, "qualia". Esto es distinto de otros aspectos de la mente y la conciencia, como la creatividad, la inteligencia, la sapiencia, el autoconocimiento, y la intencionalidad (la capacidad de tener pensamientos sobre algo). La sintiencia es una forma minimalista de definir la conciencia, que de otra manera suele describir conjuntamente la sintiencia más otras características de la mente.
Algunos filósofos, notablemente Colin McGinn, creen que la sintiencia nunca será entendida, una posición conocida como "nuevo misterismo". No niegan que la mayoría de los otros aspectos de la conciencia estén sujetos a investigación científica, pero argumentan que las  experiencias subjetivas nunca se explicarán; es decir, que la sintiencia es el único aspecto de la conciencia que no se puede explicar. Otros filósofos (como Daniel Dennett, que también arguyen que los animales no humanos no son sintientes) no están de acuerdo, argumentando que todos los aspectos de la conciencia serán explicados por la ciencia.

## Historia
Los filósofos del siglo XVIII usaron este término para distinguir la habilidad de pensar racionalmente y la capacidad de sentir. Este concepto se ha convertido en los últimos treinta años en un gran tema de interés en la biología y filosofía.  
La definición usada en el siglo XXI se inspira en gran medida en la que dio el biólogo Donald Broom, profesor de bienestar animal en el Centro para el bienestar animal y la antrozoología de la Universidad de Cambridge, en el simposio El bienestar animal, de la ciencia al derecho en la Unesco en 2015. Para Broom, un ser sintiente puede «evaluar las acciones de otros en relación a las suyas y las de otros, recordar sus acciones y sus consecuencias, evaluar los riesgos y beneficios, sentir sentimientos y tener un grado variable de conciencia».

## Religiones indias
Las religiones orientales que incluyen el hinduismo, el budismo, el sijismo y el jainismo reconocen a los no humanos como seres sintientes. En el jainismo y el hinduismo, esto está estrechamente relacionado con el concepto del ahimsa, la no violencia hacia otros seres. En el jainismo, toda materia está dotada de sintiencia; hay cinco grados de sintiencia, del uno a cinco. [cita requerida] El agua, por ejemplo, es un ser sintiente de primer orden, ya que se considera que posee un solo sentido, el del tacto. El hombre es considerado un ser sintiente del quinto orden. Según el budismo, los seres sintientes hechos de conciencia pura son posibles. En el budismo Mahayana, que incluye el Zen y el Budismo tibetano, el concepto está relacionado con el Bodhisattva, un ser iluminado dedicado a la liberación de los demás. El primer voto de un Bodhisattva dice: "Los seres sintientes son innumerables; prometo liberarlos".
La sintiencia en el budismo es el estado de tener sentidos (sat + ta en Pali, o sat + tva en sánscrito). En el budismo, hay seis sentidos, el sexto es la experiencia subjetiva de la mente. La conciencia es simplemente conciencia antes de que surja el Skandha. Así, un animal califica como ser sintiente.

## Entidades con sintiencia

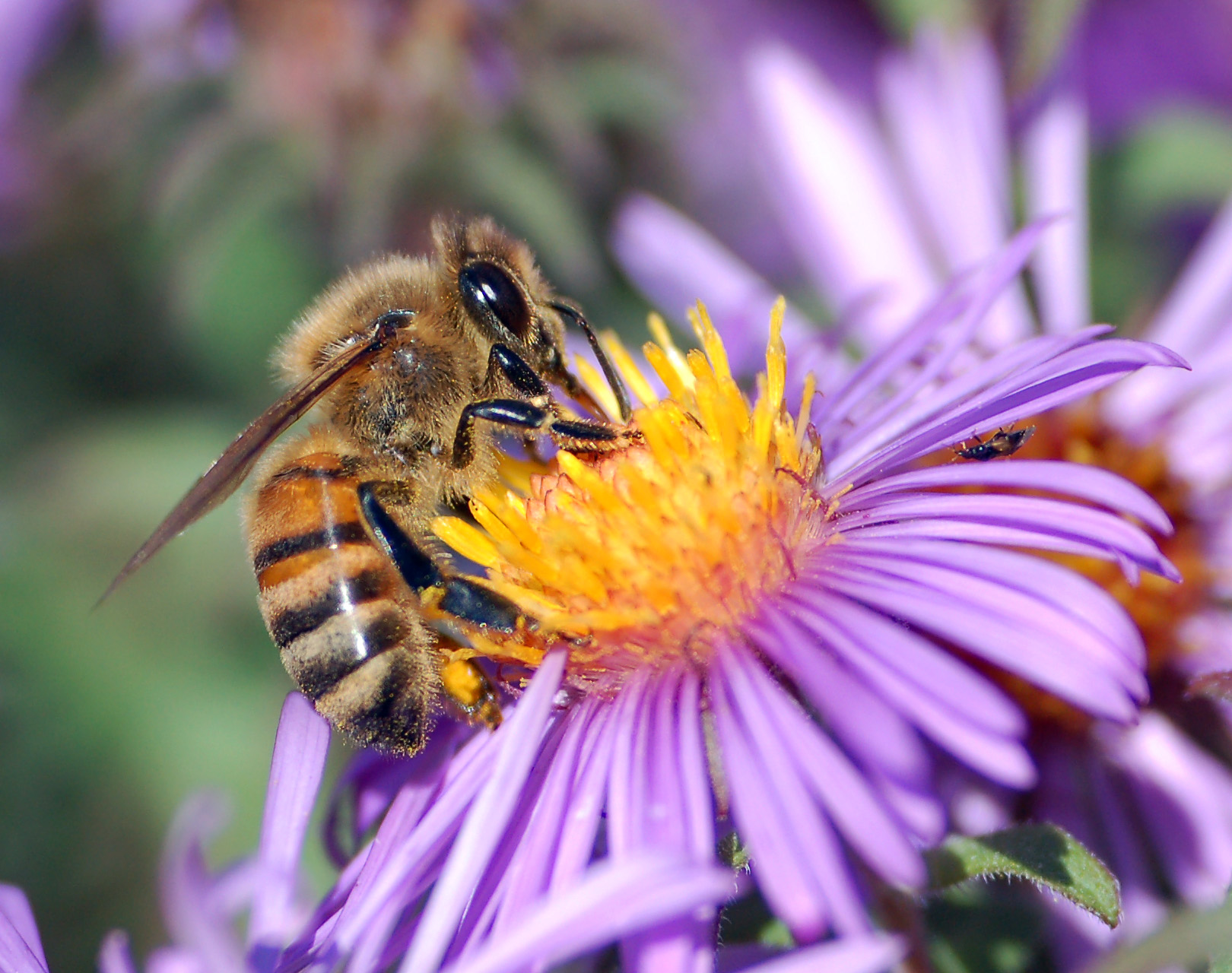
Los experimentos sugieren que las abejas pueden mostrar un estado de ánimo optimista, involucrarse en conductas lúdicas y evitar estratégicamente amenazas o situaciones perjudiciales a menos que la recompensa sea significativa.

Existe un debate en torno a cuáles son los criterios para definir que entidades tienen sintiencia y cuales no.
El nuevo misterianismo es una posición filosófica que defiende que el problema acerca de la conciencia no puede ser resuelto por los humanos, esto es las experiencias subjetivas no pueden ser comparadas, es imposible saber qué experiencias está teniendo otro individuo. 
Sin embargo la biología diferencia tres criterios fundamentales que indican que una entidad tiene sintiencia. El primero de ellos es la manifestación de conductas en determinados animales que no podrían ser explicados de otra forma que no sea la sintiencia, es decir, estos comportamientos serían inconcebibles de no tener experiencias. 
Otro de los criterios que la biología tiene en cuenta para atribuir o no la sintiencia a las especies es la condición fisiológica y anatómica, esto es, ciertos animales cuentan con una estructura anatómica que les permite tener experiencias: el sistema nervioso. 
Por último, siendo la sintiencia evolutivamente útil, ciertas especies de no tenerla no podrían haber sobrevivido a lo largo de la historia. ¿Cómo actúa la sintiencia como una estrategia evolutiva? Pues bien: las entidades que sufren y disfrutan, pueden actuar para evitar lo primero y promover lo segundo, tener tales experiencias motivan al individuo a actuar de un modo u otro según esto suponga un perjuicio o un beneficio.[cita requerida]

### ¿Quién cumple estos criterios?
Estos tres indicadores son cumplidos por los seres humanos, sin embargo, no son los únicos que se adaptan a estos tres criterios. Muchas otras especies de vertebrados e invertebrados y plantas y todo ser vivo que tuvo que sobrevivir a cambios del ambiente y amenazas, también podrían ser considerados seres sintientes basándonos en estas tres premisas.[cita requerida]

## Bienestar animal, derechos y sintiencia
En las filosofías del bienestar y los derechos de los animales, la sintiencia implica la capacidad de experimentar placer y  dolor. Además, se ha argumentado, como en el documental Earthlings: 

Por supuesto, estos animales no tienen todos los deseos que tenemos los humanos; te concedo que a lo mejor no comprenden todo lo que los humanos comprendemos; sin embargo, nosotros y ellos tenemos algunos de los mismos deseos y comprendemos algunas de las mismas cosas. Los deseos de comida y agua, de refugio y compañía, de libertad de movimiento y de evitar el dolor.

Los defensores del bienestar animal generalmente argumentan que cualquier ser sintiente tiene derecho, como mínimo, a la protección contra sufrimientos innecesarios, aunque los defensores de los derechos de los animales pueden diferir sobre qué derechos (por ejemplo, el derecho a la vida) pueden estar relacionados con la simple sintiencia. El sensocentrismo describe la teoría de que los individuos sintientes son el centro de la preocupación moral.
El filósofo del siglo XVIII Jeremy Bentham compiló las creencias ilustradas en Introducción a los principios de la moral y la legislación, e incluyó su propio razonamiento en una comparación entre la esclavitud y el sadismo hacia los animales:

Los franceses ya han descubierto que la negrura de la piel no es razón por la que un ser humano deba de ser abandonado sin reparos al capricho de un atormentador [ver el Code Noir de Louis XIV] ... ¿Qué más debe trazar la línea insuperable? ¿Es la facultad de la razón o, quizás, la facultad del discurso? Pero un caballo o un perro adulto son más racionales que un bebé de un día, de una semana o incluso de un mes de edad. Pero supongamos que el caso fuera de otra manera, ¿de qué serviría? La pregunta no es, ¿pueden razonar? ni, ¿pueden hablar? sino más bien, ¿pueden sufrir?

En el siglo XX, el profesor de la Universidad de Princeton Peter Singer argumentó que la conclusión de Bentham es a menudo rechazada apelando a una distinción que condena el sufrimiento humano, pero permite el sufrimiento no humano, típicamente "apelaciones" que son falacias lógicas (a menos que la distinción sea objetiva, en cuyo caso, la apelación es solo la falacia lógica que se conoce como petitio principii). Muchas de las sugeridas características distintivas de la humanidad como: la inteligencia extrema; el lenguaje altamente complejo; etc. - no están presentes en casos marginales como los humanos mudos, los niños pequeños, los humanos sordos y los humanos con discapacidades mentales. Por lo tanto, parece que la única distinción es un prejuicio basado tan solo en la especie, que los defensores de los derechos de los animales llaman especismo. Es decir, otorgar más derechos a los humanos que a los demás animales simplemente por ser humanos. Sus oponentes lo acusan de la misma petitio principii.
Gary Francione también basa su teoría  abolicionista de los derechos de los animales, que difiere significativamente de la de Singer, en la sintiencia. Afirma que, "Todos los seres sintientes, humanos o no humanos, tienen un derecho: el derecho básico a no ser tratado como propiedad de otros".

### Ética animal
El sensocentrismo es un criterio ético que sostiene que las entidades moralmente considerables son aquellas con capacidad de sentir. Se plantea desde estos enfoques que la sintiencia es el criterio a la hora de juzgar a qué seres y a qué no se les debe prestar atención moral.
Las posiciones antropocentristas han utilizado comúnmente el criterio de la sintiencia para separar a los animales humanos de los que no lo son, defendiendo la superioridad de los primeros basándose en su capacidad de tener experiencias. Los intereses de los seres humanos contarían más que las de otros seres por ser estas entidades dotadas de sintiencia. 
Sin embargo, como hemos visto en el punto anterior, no son los humanos los únicos seres sintientes. Por lo tanto, la posición sensocentrista incluiría también a los animales no humanos. 
Basándose en esta última premisa, las posiciones éticas animalistas, defienden la necesidad de tratar a los animales no humanos como seres moralmente considerables, sus intereses han de contar tanto como los de los seres humanos.  

### Marco legal
En 1997, el concepto de sintiencia de los animales fue escrito en la ley básica de la Unión Europea. El protocolo legalmente vinculante anexado al Tratado de Ámsterdam reconoce que los animales son "seres sintientes" y requiere que la UE y sus Estados miembros "presten plena atención a los requisitos de bienestar de los animales". Las leyes de varios estados incluyen a ciertos invertebrados, como los cefalópodos (pulpos, calamares) y los crustáceos decápodos (langostas, cangrejos) en el alcance de las leyes de protección animal, lo que implica que estos animales también son juzgados capaces de sentir dolor y sufrimiento.

## Cociente de sintiencia
El concepto del cociente de sintiencia fue introducido por Robert A. Freitas Jr. a fines de la década de 1970. Define la sintiencia como la relación entre la tasa de procesamiento de información de cada unidad de procesamiento individual (neurona), el peso / tamaño de una sola unidad y el número total de unidades de procesamiento (expresado como masa). Se propuso como una medida para la sintiencia de todos los seres vivos y las computadoras desde una sola neurona hasta un ser hipotético en el límite computacional teórico de todo el universo. En escala logarítmica tiene un rango desde −70 hasta +50. 

## Lectura adicional
- Ética Animal (2014) Sintiencia.
- Sentience Institute
- Sentience Research

- Datos: Q2488994